# 邪道だらけの夜の大運動会
『邪道だらけの夜の大運動会2018』（じゃどうだらけのよるのだいうんどうかい2018）は、AbemaTVのAbemaSPECIAL2チャンネルで配信された番組である。

## 番組概要
AbemaTV開局2周年記念番組として企画された6時間生配信バラエティ番組。『恵比寿マスカッツ1.5 真夜中のワイドショー』をホスト番組とし、仮面女子、恵比寿マスカッツ1.5、ピーチゃんオールスターズ、プラチナム軍団の4組が優勝賞金100万円を運動会で競うバラエティ番組。
競技別に勝利チームに得点が入るほか、ナイスリアクション、笑いを取った、水着の露出度などテレビ的に頑張った個人にもMC陣の独断と偏見により得点が加点、減点される。
ビスケッティ佐竹演じる安倍首相いわく「2020年東京オリンピックに向けた番組」とされており、番組内において継続される旨が発表されている。
2018年度の配信はAbemaTV5月の月間人気ランキング第3位を記録した。

## コーナー
- 開会式[3]（Abemaビデオでは「本編 -part.1」収録[4]）
- 50m三輪車競争（「本編 -part.2」収録[4]）
- モニカ玉入れ（「本編 -part.2」収録[4]）
- 水着ドッチボール（「本編 -part.2」収録[4]）
- じっくりコトコト煮込んだラージヒル（全チーム消化せず中断、ビデオ未収録）
- 土地ころがしリレー（「本編 -part.2」収録[4]）
- ガチリレーA組（「本編 -part.2」収録[4]）
- ハーフタイム（「本編 -part.3」収録[4]）
- クロちゃんから逃げろ[5]（「本編 -part.4」収録[4]）
- BE MY BABY 綱引き（「本編 -part.4」収録[4]）
- 真夜中の粉まみれ大相撲（「本編 -part.4」収録[4]）
- 苦い水を全部抜く競争（未実行）
- ガチリレーB組（「本編 -part.5」収録[4]）
- 表彰＆閉会式（「本編 -part.5」収録[4]）

「じっくりコトコト煮込んだラージヒル」中にマスカッツ代表として出た三田羽衣が腰を床に強打して倒れ込むアクシデントが起こり病院へ直行したため同コーナーを中断。粉まみれ大相撲もこう着が相次いだため、一部企画を省略し進行した。生配信後は5回に分け5月3日よりビデオ配信されている。

### ビデオ配信
| 話数         | タイトル               | 配信時間  |
| ------------ | ---------------------- | --------- |
| 本編 -part.1 | 【オープニング】       | 25分      |
| 本編 -part.2 | 【前半戦】             | 1時間50分 |
| 本編 -part.3 | 【ハーフタイムショー】 | 13分      |
| 本編 -part.4 | 【中盤戦】             | 30分      |
| 本編 -part.5 | 【後半戦】             | 1時間32分 |

## 出演者
MC
- おぎやはぎ（小木博明、矢作兼）[7]
- 光浦靖子

進行
- 宮﨑宣子

デモンストレーター
- 阿佐ヶ谷姉妹（渡辺江里子、木村美穂）
- クロちゃん（安田大サーカス）[5]

来賓
- 武藤敬司（神奈月）
- 石橋貴明（原口あきまさ）
- 渡部篤郎（山本高広）
- 安倍首相（ビスケッティ佐竹）
- matty（Sonar Pocket）[8]

行司
- あかつ

## 競技者
| チーム                   | チームカラー | メンバー | テーマ曲                                 | 補足                                                                                     |
| ------------------------ | ------------ | --- | ---------------------------------------- | ---------------------------------------------------------------------------------------- |
| 仮面女子                 | 赤           | 桜のどか 森カノン 立花あんな 川村虹花 桜雪 神谷えりな 小島夕佳 水沢まい 坂本舞奈 楠木まゆ 窪田美沙 月野もあ 百瀬ひとみ 雪乃しほり 鷹藤ひの 胡桃そら 黒瀬サラ 涼邑芹 陽向こはる                                      | 「元気種☆」                              |                                                                                          |
| 恵比寿マスカッツ1.5      | 緑           | 石岡真衣 市川まさみ 羽咲みはる ス－ブー 神咲詩織 川上奈々美 神崎紗衣 黒沢美怜 古川いおり 小島みなみ 白石茉莉奈 辰巳シーナ 田森美咲 夏目花実 藤原亜紀乃 松岡凛 三上悠亜 三田羽衣 湊莉久 桃乃木かな 由愛可奈 吉澤友貴 | 「バナナ・マンゴー・ハイスクール」       | メンバーのみひろはピーチゃんオールスターズに参加。                                       |
| ピーチゃんオールスターズ | 桃           | みひろ 倉持由香 古川真奈美 小田飛鳥 水月桃子 吉野七宝美 星優姫 吉田実紀 ソラ豆琴美 小林ひろみ 原満莉菜 沖名留美 悠木ゆうか 三宿菜々 緒方咲 加納葉月 赤木クロ                                                        | 「合言葉はシリアガリ」（シリタガールズ） | シリタガールズに加え、番組MCのみひろ、倉持。さらに倉持の事務所G.P.Rから5名が助っ人参加。 |
| プラチナム軍団           | 黄           | 手島優 青山めぐ 佐々木まゆ 坂本くるみ 薄井美樹 小林レイミ 久松かおり 神部美咲 藤田惠名 遠山茜子 蒼怜奈 松山英礼奈 山本成美 月城まゆ 高橋かな 木内くるみ 青科まき                                                    | 「爆乳音頭」 （爆乳三国志）              |                                                                                          |

## 大会歌
- 吉川晃司（神奈月）「モニカ」
- 大友康平（神奈月）「フォルティシモ」